# Tacheng (prefektura)
Tacheng (chiń. 塔城地区; pinyin: Tǎchéng Dìqū; ujg. تارباغاتاي ۋىلايىتى, Tarbaghatay Wilayiti) – prefektura w Chinach, w regionie autonomicnym Sinciang. Siedzibą prefektury jest Tacheng. W 1999 roku liczyła 911 979 mieszkańców.
Prefektura Tacheng podlega prefekturze autonomicznej Ili.

## Podział administracyjny
Prefektura Altay podzielona jest na:
- 3 miasta: Shawan, Tacheng, Usu,
- 3 powiaty: Emin, Toli, Yumin,
- powiat autonomiczny: Hoboksar.